# Huchen
Der Huchen (Hucho hucho), auch Donaulachs oder Rotfisch, aber auch ‚Donausalm‘ genannt, besiedelt die Äschen- und Barbenregion von Flüssen der oberen und mittleren Donau und vieler ihrer rechtsseitigen (u. a. von Drau, Drina,  Enns, Inn,  Isar, Lech, Melk, Mur, Pielach und der unteren Gail) aber auch linksseitigen Nebenflüsse, wie zum Beispiel Regen und Ilz (Bayern), Waag (Slowakei) sowie die rumänischen und ukrainischen Wildflüsse Theiß, Sereth, Pruth und Tscheremosch, die die noch wilden Waldkarpaten entwässern.
Der Huchen ist auch ein Speisefisch, allerdings ist er selten und stark vom Aussterben bedroht. In Österreich wurde er zum Fisch des Jahres 2012 ernannt, in Deutschland zum Fisch des Jahres 2015.

## Merkmale
Im Durchschnitt wird dieser Fisch zwischen 60 und 120 cm lang, bei einer Maximallänge von 150 cm. Der Körper ist langgestreckt, spindelförmig und im Querschnitt fast rund. Der Kopf ist abgeflacht und erreicht eine Länge von 22 bis 24 % der Standardlänge. Das große Maul reicht bis weit hinter die Augen.
Huchen sind auf dem Rücken bräunlich- bis grünlichgrau gefärbt, die Seiten sind rötlich oder schimmern kupferfarben und sind mit unregelmäßig angeordneten kleinen, dunklen Punkten besetzt. Der Bauch ist weißlich. Die für viele in Europa vorkommende Lachsfische typischen roten Flecken fehlen.
Die Schuppen der Huchen sind sehr klein, 180 bis 200 zählt man entlang der Seitenlinie, 23 bis 27 zwischen Seitenlinie und der relativ großen Fettflosse (inklusive Seitenlinienschuppen). Die Anzahl der Wirbel liegt bei 66 bis 72, die der Kiemenrechen auf dem ersten Kiemenbogen bei 13 bis 19. Das Pflugscharbein hat an seinem Hinterrand 4 bis 8 kräftige, hakenförmige Zähne. Die Schwanzflosse ist eingekerbt. Die Flossenformel ist Dorsale iii–v/8–14, Anale iii–v/7–14.

## Lebensweise
Der Huchen lebt im Unterschied zu vielen anderen Lachsfischen ständig im Süßwasser, meist in tieferen Abschnitten von schnell fließenden, sauerstoffreichen Flüssen. Er ist ein standorttreuer, territorialer Einzelgänger. Junge Huchen ernähren sich von Wirbellosen aller Art, Erwachsene sind Raubfische und jagen vor allem Fische, aber auch andere kleine Wirbeltiere wie Amphibien, im Wasser schwimmende Mäuse oder Entenküken. Zur Laichzeit im März oder April wandern Huchen ein kleines Stück flussaufwärts. Gelaicht wird in flachen Gruben, die das Weibchen vorher mit dem Schwanz schlägt. Ein Weibchen legt pro Kilogramm Körpergewicht etwa 1000 Eier, die einen Durchmesser von 5 mm haben. Bei einer Wassertemperatur von 8 bis 10 °C schlüpfen die Larven etwa nach 35 Tagen. Die schnellwüchsigen Jungfische erreichen die Geschlechtsreife nach drei bis vier Jahren.

## Systematik
Der Huchen wurde schon 1758 von Carl von Linné, dem Begründer des Klassifizierungssystems durch die binominale Nomenklatur, als Salmo hucho beschrieben und 1866 durch den deutschen Zoologen Albert Günther der Untergattung Hucho zugeordnet, die später in den Gattungsrang erhoben wurde. Neben dem Huchen gehören noch drei weitere Arten zur Gattung Hucho: Hucho bleekeri, Hucho ishikawae und der Taimen (Hucho taimen). Diese drei Arten kommen in China, Korea und Russland vor.
Innerhalb der Lachsfische gehört die Gattung Hucho zur Unterfamilie Salmoninae und innerhalb dieser Unterfamilie bildet sie zusammen mit ihrer rein ostasiatischen Schwestergattung Brachymystax eine systematische Einheit (Klade), die den anderen Salmoninae-Gattungen (Oncorhynchus, Parahucho, Salmo, Salvelinus, Salvethymus) gegenübersteht.

## Wirtschaftliche Bedeutung
Bei den Huchen hat die Zucht eine große Bedeutung, da nur noch in sehr wenigen Gewässern die natürliche Vermehrung für das Überleben der Art ausreichend ist. Dazu werden die Elterntiere kurz vor dem Laichen eingefangen, oder man hält sie in speziellen Becken. Wenn die Brut eine Größe von 4–10 cm erreicht hat, wird sie an geeigneten Stellen ausgesetzt.

## Gefährdung und Schutz
Die Weltnaturschutzunion IUCN stellt den Huchen in die Rote Liste gefährdeter Arten und bewertet ihn als stark gefährdet (Endangered). Ursachen hierfür sind Uferverbauungen und -begradigungen, zunehmende Wasserverschmutzung, Staue, die die Laichplätze und Jungfischlebensräume zerstören, und Wehranlagen ohne Fischtreppen, welche dem Huchen den Weg zu seinen Laichplätzen versperren. Auch die Zerstörung der Laichplätze durch Kiesabbau in den Flussbetten setzt den Beständen arg zu.
Natürliche Populationen des Huchens werden von der Europäischen Union im Anhang II der FFH-Richtlinie geführt; damit gilt er als Art von gemeinschaftlichem Interesse, für deren Erhaltung von den Mitgliedsstaaten besondere Schutzgebiete ausgewiesen werden müssen.
Dem genannten Trend entgegengesetzt wurde in München die Isar von 2000 bis 2011 renaturiert. 2018 wurden Laichplätze von acht Huchen-Brutpaaren im Stadtgebiet ausgemacht und geschützt. Jedoch muss der Verlust von Jungfischen durch Fressfeinde noch durch jährlichen Besatz mit Exemplaren entsprechender Größe ausgeglichen werden.
In der Auseinandersetzung um den Bau des Murkraftwerks Graz-Puntigam spielte die Sorge um das Aussterben der hier autochthonen Art eine Rolle. Bei Demonstrationen wurde ein mehr als 1 m langes Modell des Fisches mitgetragen. Der Zoologe Steven Weiss von der Universität Graz hat im Auftrag der steirischen Umweltanwaltschaft die Population in Graz 2010 untersucht und schätzt, dass die Population mit dem Bau des Kraftwerks „mit ziemlicher Sicherheit aussterben“ wird. 2007 erklärte Bürgermeister Siegfried Nagl vor Fischern „Der Lebensraum dieses wunderschönen Fisches muss in Graz erhalten bleiben!“ und entschied sich einige Jahre später doch für den Bau des Kraftwerks. Die Arbeiterfischer und der Naturschutzbund unterstützten die Plattform „Rettet die Mur“, stellten sich gegen den Kraftwerksbau und forderten eine Bürgerbefragung in Graz. Eine solche Volksbefragung wurde nicht durchgeführt, das Kraftwerk wurde ab etwa 2017 gebaut und ging 2019 in Betrieb.
Der Huchen war 2012 „Fisch des Jahres“ in Österreich, in Deutschland war er  „Fisch des Jahres 2015“.